# Biuletyn Slawistyczny
Biuletyn Slawistyczny – rocznik wydawany od 1976 roku przez Instytut Słowianoznawstwa PAN w Warszawie. Publikowane są w nim prace naukowe dotyczące wszelkich aspektów slawistyki. 